# 결제 단말기

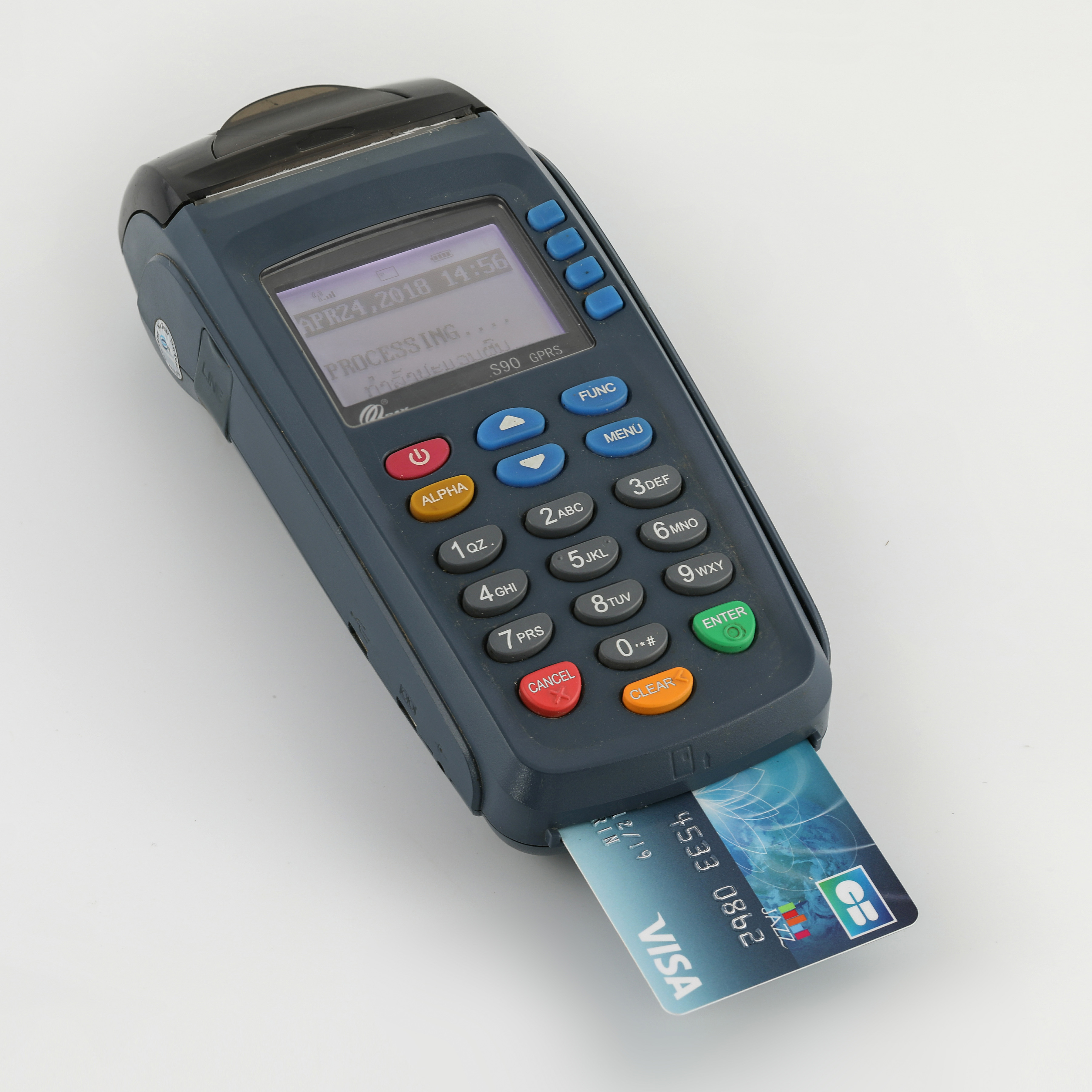
비자 카드가 삽입된 PAX 테크놀로지 S90 신용카드 단말기

결제 단말기, 결제 터미널, POS 터미널은 결제 카드를 접촉시켜 전자적 송금을 가능케 하는 장치이다. "Process Data Quickly"를 대표하는 PDQ 터미널(PDQ terminal)이라고도 부른다. 이 단말기는 보통 핀패드라 불리는 안전 키패드, PIN, 화면, 결제 카드로부터 정보를 포착하는 수단, 인증을 위한 결제망 연결망으로 구성된다.

## 같이 보기
- 단말기
- 판매 시점 정보 관리
- QR 코드 지급 결제